# Metaphycus annasor
Metaphycus annasor är en stekelart som beskrevs av Emilio Guerrieri och John S. Noyes 2000. Metaphycus annasor ingår i släktet Metaphycus och familjen sköldlussteklar.
Artens utbredningsområde är:
- Tjeckien.
- Finland.
- Italien.

Inga underarter finns listade i Catalogue of Life.